# غراهام تومسون
غراهام تومسون (بالإنجليزية: Graham Thompson) هو سباح زيمبابوي، ولد في 2 مايو 1964.

## وصلات خارجية
- غراهام تومسون على موقع الاتحاد الدولي للسباحة (الإنجليزية)
- غراهام تومسون على موقع SwimRankings.net (الإنجليزية)
- غراهام تومسون على موقع اللجنة الأولمبية الدولية (الإنجليزية)
- غراهام تومسون على موقع أوليمبيديا (الإنجليزية)